# Schrei (singolo)
Schrei è il secondo singolo estratto dall'album d'esordio omonimo Schrei dei Tokio Hotel, pubblicato il 25 novembre 2005. 

## Descrizione
Bill Kaulitz in un numero speciale realizzato dalla rivista tedesca BRAVO, racconta il significato del brano dicendo:
"Io e Tom siamo sempre stati diversi dagli altri. A scuola ci distinguevamo per il nostro stile e il nostro modo di comportarci, per questo siamo stati spesso presi in giro da compagni ed insegnanti. Schrei parla proprio di questo, dell'importanza di non omologarsi e di dire sempre ciò che si pensa. La canzone parla della frustrazione che provoca il doversi adeguare per forza ad alcune situazioni. È successo anche a noi, ed è proprio ciò che vogliamo. Per questo a volte bisogna semplicemente urlare, urlare per scaricare la rabbia, la frustrazione. Quando la cantiamo dal vivo ci fa questo effetto. Riusciamo a scaricare tutta la rabbia, la pressione e l'insoddisfazione. È come una liberazione.
L'altro grande tema di Schrei è quello del rimanere se stessi. È una cosa molto importante nella nostra attuale situazione. Tra di noi c'è sempre una regola: quando uno comincia a montarsi la testa, gli altri lo riportano con i piedi per terra".

## Video musicale
Il video, diretto da Zoran Bihac, ha luogo in una villa del quartiere Grünelwald dove si sta svolgendo una festa. Nel salotto i componenti si stanno esibendo e durante la canzone, si alternano momenti in cui si vedono i Tokio Hotel, ad altri come ragazzi che distruggono un bagno, un armadio lanciato giù dalle scale e una vasca piena di bottiglie di birra.

## Tracce
CD singolo
1. Schrei (single mix)
2. Schrei (Grizzly mix)

CD Maxi singolo
1. Schrei (single mix)
2. Schrei (Grizzly mix)
3. Schwarz
4. Beichte
5. Schrei (video musicale)

## Classifiche
| Classifica (2005) | Posizione massima |
| ----------------- | ----------------- |
| Austria           | 3                 |
| Germania          | 5                 |
| Paesi Bassi       | 42                |
| Svizzera          | 18                |